# دور دنیا در هشتاد روز (انیمه)
دور دنیا در هشتاد روز (اسپانیایی: La vuelta al mundo de Willy Fog‎، ژاپنی: アニメ۸۰日間世界一周) یک پویانمایی اسپانیایی-ژاپنی ۲۶ قسمتی است که بر اساس رمان دور دنیا در هشتاد روز به قلم ژول ورن ساخته شده است. این پویانمایی در سال ۱۹۸۷ توسط استودیو بی‌آربی اینترناسیونال و تله‌بیسیون اسپانیولا و به کارگردانی فومیو کوروکاوا تولید شد. در ساخت این مجموعه از حیوانات به جای شخصیت‌های داستان استفاده شده است.

## داستان
آقای شیر ماجراجو به همراه پیشخدمتش تصمیم می‌گیرند دور دنیا را در مدت ۸۰ روز طی کنند که در طول مسیر اتفاقات زیادی برایشان به وقوع می‌پیوندد.

## صداپیشگان نسخهٔ فارسی
- ناصر نظامی (فیلیپ فاگ)
- حسین باغی (ریگو دان)
- شوکت حجت (تیکو موش وردست)
- ژیلا اشکان (دختر هندی)
- ولی‌الله مؤمنی (گرگ تعقیب کننده)
- سعید مقدم‌منش (سنجاب روزنامه‌نگار)
- مهدی آرین نژاد (بز ویلچری / نقش‌های مختلف)
- شهروز ملک‌آرایی (رئیس بانک)
- عزت‌الله گودرزی (نقش‌های مختلف)
- محمد عبادی (کارآگاه تعقیب کننده)
- پرویز نارنجی‌ها (بولی دستیار کارآگاه تعقیب کننده)